# Trap-TV
Trap-TV（とらっぷ・てれび）は、1993年4月8日から1993年9月23日までフジテレビジョン系で全23話が深夜に放送されたミステリーテレビドラマ。フジテレビ739で再放送されている。

## 概要
毎回、吹越満と吉田朝がオープンカフェのテラスに集まり、吹越が吉田にミステリーを語って聞かせ、吉田がその謎を推理するという進行になっている。謎といっても話の中の主人公達が犯罪を隠すために行うトリックを見破るのではなく、語っている吹越、つまり脚本家と監督が仕掛けているお話全体のトラップを見破る事が謎となっていた。
演出方法としてミステリードラマ部分の殆どが写真で制作されており、それを利用したトラップも多数張り巡らされていた。また、映像・セリフだけでなく、効果音やBGM、さらにはサブタイトルやオープニング映像、エンディングにもトラップを解明するヒントが隠されていることもあった。
『カノッサの屈辱』で見出された杉本達がフリーディレクターながら企画書を通し実現した番組でもあり、半年間オリジナルミステリー全18話を全て1人で監督した。

## スペシャルクイズ
毎回動機や死因などひとつだけ真相が伏せられたポイントが残ったまま物語が終わる。それを解明するためには、使われている写真の中にあるパズル（ニコリ提供）を解かなければならなかった。これらはプレゼントクイズとして出題され、正解者の中から抽選でオリジナルメンバーズカードが贈られていた。解答するのは
1. 下記の「物語の中から『蝶』を探す初級問題」。
2. 魔方陣、スケルトンなどの定型パズルを解く中級問題。
3. 番組内に隠されたパズルらしき物を解読するメインパズル。
4. 以上の解答から導き出される、物語に隠された真実。

の4点。特に2と3は相関しており、2をクリアしてからでないと3のパズルの意味がわからない場合がほとんどであった。難易度が非常に高く、特に1の蝶を探す問題ですらわずか1人のみ正解というケースもあった。

## オープニング
通常回
- 黒バックに白文字で「The following television event is recomnanded for video tape recording」→「Push record on VTR」→「Now」、画面下部に「このテレビイベントはVTRに録画する事から始まる」と表示され、番組を録画することを指示される。
- ヨーロッパの古城をバックに
  - テロップ「Trap【traep】＝罠 Trap-TVには、ふたつのストーリーが存在する」「Real Time 推理ドラマに仕組まれたTrapを解くストーリー」「After the on air 推理ドラマと、密接に関係しているTrapを写真の中から探して解くストーリー」「Trap-TVとは、ふたつのストーリーに支えられたパズルソフトにもなりえるテレビイベントなのである」
  - ナレーション「中世の頃からヨーロッパの貴族たちは謎解き遊びに興じ始めたという。知識だけを求めるクイズでは味わえない、自らの頭脳の柔軟性を求めたことが好まれた所以である。ドラマに隠された罠、写真に隠された謎、番組が仕掛けた罠であなたの頭脳は今覚醒し始める。」
  - ナレーション中にはナレーターの声とは違う低い声で「蝶を探せ」という声が2回入っている。これは初級パズルとして各ストーリーに入れられていた「写真に隠された蝶を探す」という問題であった。ただし、蝶は一般的な蝶の形をしているとは限らず、また、画面に見えない場合もあった。その他、「蝶を探せ」ではないフレーズが入っている場合もあり、それがヒントになる場合もあった。
- 黒バックに白文字でその回の英語サブタイトルが表示された後、モノクロの屋敷の映像が流れる中、その回の写真撮影者、脚本家、キャスト（吹越、吉田）が表示され、本編に入る。

How to回
- ヨーロッパの古城とルネサンスの絵画をバックに、「Trick−それはドラマの中の登場人物が行う犯行を隠すための手段。Trap −それはドラマの作者があなたに向けて仕組む罠。物語の真実は作者とあなただけの2人が共有する謎になる。そこには必ず語り手が隠す秘密がある。聞き手を自由に操ることのできる何か−それがTrapである。Trickを推理してもTrapは解けない。物語全体を推理して初めてTrapは解ける。壁に飾られた絵画を見ようとしてその絵に近寄ってはいけない。絵に描かれている作者の秘密はその額縁、掛けられた壁、今いる部屋全体に隠されている。この番組には分からないことなど何1つない。あなたが観ていない、聴いていないだけなのだ。」というナレーションが流れる。

最終回
- 輪転機のようにTrap-TVの映像が映し出される。

## 放映リスト
| 放送日       | 話数 | サブタイトル                                  | キャスト                                                                                              | フォトグラファー | ライター | 内容 |
| ------------ | ---- | --------------------------------------------- | --- | ---------------- | -------- | --- |
| 1993年4月8日 | 1    | 殺意の日記 ～Diary of Murderous Intent～      | - 川原和久 - 渡辺航 - 雅子                                                                            | 斉藤敦           | 植竹英次 | ある2人の兄弟。だが、一方は縁を切るために殺害を決意。そして、決意したときから「殺意の日記」をつけることを始める。この日記がある結末を迎えると知らずに… |
| 4月15日      | 2    | 息子 ～My Son～                               | - 大石継太 - 加倉井えり - 湯浅けい子 - 緑川誠                                                         | 根本忠           | 鈴木勝秀 | 1話を受けて、吉田が考えてきたというTrap。社会に馴染めない男「押本義博」が会社に辞表を出した所から物語が始まる。妻にも別居を言い渡され、彼の精神は次第に蝕まれていく。                                                                                           |
| 4月29日      | 3    | いちばん好きな人に ～I love my sweatheart～   | - 板場真二 - 江馬小百合 - 苑村美月 - 浅見誠                                                           | 渡邉力           | 伊藤正宏 | 平凡な大学生が、恋人の殺害を発見したことから、事件に巻き込まれていく。 |
| 5月6日       | 4    | 男と女 ～The story of A man & women～         | - 大杉漣 - 氷室由季 - 進藤七枝 - 細木美和                                                             | 根本忠           | 根田真児 | 医局部長の神谷には、人に言えない不倫関係を続けていた。神谷の視点、不倫相手の視点から物語は進行していく。 |
| 5月13日      | 5    | 浮遊 ～Float～                                | - 菊池孝典 - 松本洋奈 - 椎名桔平                                                                      | 山口均           | 鈴木勝秀 | 人との接触を避ける和也には、言葉でのコミュニケーションが苦手だったが、酒場で行き会った女性から、ある特殊な感情が芽生えていく。 |
| 5月20日      | 6    | 山荘殺人事件 ～Murder in the mountain villa～ | - 川満壹賀 - 家富洋二 - 朝倉芳樹 - 西奈真理 - 荒木美也子                                              | 大村アツシ       | 高山直也 | ミステリーには欠かせないクローズドサークルをテーマにした話。音楽サークルの合宿で山荘に集った面々。しかし、合宿中に1人、また1人とメンバーが殺されていく。果たしてその犯人とは…                                                                                   |
| 5月27日      | 7    | How To Trap-TV 〜Chapter I〜                  | ――――                                                                                                  | ―――              | 平岡秀章 | 1話～6話までの写真パズルの解答・解説 |
| 6月3日       | 8    | 空白の時間 ～Inside out～                     | - 岡本早生 - 村田和美 - 小野寺淳一                                                                    | 渡邉力           | 田中一彦 | ある神父の男はとある日から漠然なフラッシュバックに襲われていた。そしてちょうどその日から愛する娘の彼氏が失踪していた。男は真相を確かめるため、記憶を辿っていく…                                                                                                 |
| 6月10日      | 9    | 翻訳 ～Translation～                          | - 筒井真理子 - 泉よし子 - Deborah Brideau                                                             | 菅野勝男         | 植竹英次 | 翻訳家の飯田桃江は、とある短編小説の翻訳を依頼される。訳していくうちに、性格や癖、行動等が自分とそっくりである事に気づく。不審に思いながらも、桃江は翻訳を続けていく。                                                                                          |
| 6月17日      | 10   | 容疑者 ～Suspicion～                          | - 大河内浩 - 山崎健二                                                                                 | 大村アツシ       | 高山直也 | 一人の男が殺された。容疑者は外科医の男とタクシー運転手。両者とも被害者にゆすられていたのだった。同時刻に出発し、互いに交錯しながらもどちらかが殺人を成し遂げた。果たしてそれはどちらか…                                                                         |
| 6月24日      | 11   | How To Trap-TV 〜Chapter II〜                 | ――――                                                                                                  | ―――              | 平岡秀章 | 8話～10話までの写真パズルの解答・解説 |
| 7月1日       | 12   | 表と裏 ～Twins～                              | - 服部裕介 - 白崎貴子 - 北原亜矢子 - キャンパス内エキストラ：古賀プロ                                 | 斉藤敦           | 田中一彦 | 大学生・村上健一の恋人・相沢恵子が何者かに殴打された事件から物語が始まる。事件当夜、クラスメイトの小林玲子との関係を清算するために会っていた健一は、玲子の不審な挙動に疑問を抱く。                                                                              |
| 7月8日       | 13   | 中小路家の惨劇 1 ～After the dark～           | - 仲谷昇 - 酒井敏也 - 京晋佑 - 加一氷 - 浅田みき - 手嶋みなみ - 大沢さやか                            | 根本忠           | 岡本秀達 | 一代で財を成した富豪、中小路信一郎の財産の生前分与を巡り、一族内での惨劇を描いた物語。前後編として2週にわたって放送された。 |
| 7月15日      | 14   | 中小路家の惨劇 2 ～Before the dark～          | - 仲谷昇 - 酒井敏也 - 京晋佑 - 加一氷 - 浅田みき - 手嶋みなみ - 大沢さやか                            | 根本忠           | 岡本秀達 | 一代で財を成した富豪、中小路信一郎の財産の生前分与を巡り、一族内での惨劇を描いた物語。前後編として2週にわたって放送された。 |
| 7月22日      | 15   | How To Trap-TV 〜Chapter III〜                | ――――                                                                                                  | ―――              | 野尻靖之 | 第12話から第14話までのトラップ解説とパズルの解答を発表。 |
| 7月29日      | 16   | 虚像の殺人 ～Five little Indians～            | - 朝倉圭矢 - 富峯弘行 - 塚本秀 - 山崎亜弥子 - 橋本久良生                                              | 戸張隆宏         | 高山直也 | 第6話「山荘殺人事件」のリベンジとして用意されたもの。外界から途絶された山荘にいた6人の男女。うち1人が何者かに殺される。残った5人は互いの影に怯えながら、山荘からの脱出を試みる。                                                                                |
| 8月5日       | 17   | 隣人 ～Paranoia～                             | - 西牟田恵 - 趙方豪 - 皆川衆 - 松重豊 - 貴本亜莉紗 - 澤田誠志                                         | 大村アツシ       | 猪浦直樹 | 連続強盗殺人犯の存在におびえるマンションの住人。夜勤勤務の看護婦、出張中のサラリーマン、監視を強化する管理人、怪しげな行動を見せる隣人。誰もが被害者に、そして加害者になるこの状況でついに悲劇が…                                                               |
| 8月12日      | 18   | 真夏に悪い夢を見る ～Nightmare～              | - 荒木寿美子 - 水森コウ太 - 古川烈 - 嶺岸和城 - 中山亮 - 有浦奈津子 - 蔡礼奈 - クラスメイト：古賀プロ | 山本正弘         | 平岡秀章 | 夏休み中の学校に忍び込んだ悪ガキたちは体育倉庫で死体を見つける。が、再び行くとその死体は消えていた。保健の先生は「幽霊」というが果たして本当に幽霊なのだろうか?それとも…                                                                                        |
| 8月19日      | 19   | How To Trap-TV 〜Chapter IV〜                 | ――――                                                                                                  | ―――              | 平岡秀章 | 第16話から第18話のトラップ解説とパズルの解答を発表。 |
| 9月2日       | 20   | 地雷 ～Awakening of war～                     | - 小浜正寛 - 池田史比古 - 山崎りょう - 松永博史 - 佐藤訓子 - 近藤恭子                                 | 渡邉力           | 岡本秀達 | もしベトナム戦争に日本軍が参加していたらというIFの話。地雷除去のため任務に就いた男は、ベトコンだけでなく他の隊員3人にも恨まれていた。各々が各々の理由で殺意を抱いたとき、その殺意が爆発の時を迎える…                                                            |
| 9月9日       | 21   | 告白の系譜 ～Quadrophenia～                   | - 深浦加奈子 - 椎名美里 - 飯尾麻耶                                                                    | 戸張隆宏         | 猪浦直樹 | サイコスリラー物の話。セラピストである梢は従妹の瞳をカウンセリングしていた。瞳は二重人格を発症し、自分が瞳の祖母の友人だという妄想に取りつかれていた。そんな中、カウンセリング後自宅に戻った梢の留守番電話にしばらく会っていない母からのメッセージが入っており… |
| 9月16日      | 22   | How To Trap-TV 〜Chapter V〜                  | ――――                                                                                                  | ―――              | 平岡秀章 | 第20話と第21話のトラップ解説とパズルの解答を発表。また、これまでに放送に隠されていた細かいトラップや、タイトルバックに表示されていた「1956」の謎、12話以降に吉田が仕掛けていたトラップの出題が行われた。                                                        |
| 9月23日      | 23   | 罠 ～The Third Man～                          | - 小須田康人 - 山下容莉枝 - 坂田祥一朗 - 橋本由香 ―――――――――――― - 吉田朝 - 吹越満                      | 大村アツシ       | 田中一彦 | アイデンティティを犯罪に求めた者の物語。ミステリー番組制作現場で起こった殺人事件を追っていく。 |

## エンディングテーマ
- P-U - 馬渡松子（#1～#11）
- 私はあなたを終われない - 山崎亜弥子 （#12～#23）

山崎は「虚像の殺人」にも出演しており、このこともあることに関するヒントとなっていた。

## スタッフ
- 企画：鈴木吉弘
- プロデューサー：船津浩一、今野貴之
- 監修：平岡秀章
- 音楽：野口健一（元「GALBO」ベーシスト。現「Hills」ベーシスト）
- パズル：ニコリ
- ナレーター：大森章督
- 演出：杉本達
- 技術協力：バスク
- 美術協力：フジアール
- 制作協力：共同テレビ
- 制作著作：フジテレビ